# Tegenaria rhodiensis
Tegenaria rhodiensis är en spindelart som beskrevs av Lodovico di Caporiacco 1948. Tegenaria rhodiensis ingår i släktet husspindlar, och familjen trattspindlar. Inga underarter finns listade i Catalogue of Life.